# Ima van Eysinga
Ephraima Ima Henriëtte Johanna van Eysinga (* 12. Februar 1881 in Noordwijkerhout; † 28. Juni 1958 in Ermelo) war eine niederländische Malerin, Illustratorin und Lithographin.

## Leben und Werk
Ima van Eysinga wurde am 12. Februar 1881 in Noordwijkerhout als Tochter von Tjalling Aedo Johan Eysinga und Henriette Jacoba Kluit geboren. Ihr Vater war Bürgermeister von Noordwijkerhout. Mit ihren Eltern lebte sie als Kleinkind einige Zeit in Deutschland, wo sie schwer erkrankte. Aufgrund dieser Erkrankung verlor sie ihr Gehör. Ihre Erziehung und Ausbildung erfolgte danach ausschließlich durch Privatlehrer. Sie lebte bis zu ihrem zehnten Lebensjahr in Berlin, Dresden und Den Haag. Bei Theo van Hoytema und Anna Adelaide Abrahams hatte sie im Alter von vierzehn bis achtzehn Jahren ihren ersten Malunterricht. Danach von 1907 bis 1908 bei Frits Jansen.
Für ein Jahr lebte Irma van Eysinga 1909 auf Texel. Dort malte sie Schafe, darüber sagte sie: „Schafe zu malen ist mein Beruf.“  Von 1910 bis 1912 erhielt sie von Reinier Sijbrand Bakels Unterricht, sowie von
Caroline Haverman-Birnie, Hendrik Johannes Haverman, Willem Maris und Grarda Hermina Marius. In dieser Zeit reist sie nach Italien, Frankreich, Dänemark und Schweden. In Schweden lernte sie Selma Lagerlöf kennen und war mit ihr befreundet. Für Lagerlöf fertigte für sie Aquarelle an, die auf der Geschichte von Nils Holgerssons wundersamer Reise basierten. Trotz ihrer Behinderung hatte sie sich durch Privatlehrer, ihre angeborene Intelligenz und ihre enorme Ausdauer zu einer Künstlerin entwickelt. Zu ihren künstlerischen Fähigkeiten gehörten zeichnen, malen, aquarellieren und lithografieren. Als Handwerkerin fertigt sie hauptsächlich Handarbeiten. Sie war Mitglied der Künstlervereinigung Pulchri Studio.
Werke von ihr befinden sich im Centraal Museum Utrecht und im Kröller-Müller Museum.
Ima van Eysinga starb am 28. Juni 1956 in Ermelo. Ihr Grab befindet sich auf dem Friedhof Oud Eik en Duinen.